# Skarb ptasiej wyspy
Skarb ptasiej wyspy (cz. Poklad Ptačího ostrova) – czechosłowacki film animowany z 1953 roku w reżyserii Karela Zemana.
Film, oparty na perskiej baśni, był pierwszym długoterminowym. Ścieżka dźwiękowa zawiera wiersze Františka Hrubína czytane przez dzieci. Styl filmu jest eksperymentem w łączeniu dwu- i trójwymiariowej animacji, w tym ręcznie rysowane tła i bohaterów w płaskorzeźbie.